# Limenio di Vercelli
San Limenio di Vercelli (... – Vercelli, 396) è stato un vescovo italiano.
È venerato come santo dalla Chiesa cattolica.

## Biografia
Secondo la tradizione agiografica, fu il secondo vescovo di Vercelli dopo Sant'Eusebio dal  371 al 396. Partecipò al Concilio di Aquileia del 381.
Secondo la tradizione avrebbe consacrato il vescovo di Milano sant'Ambrogio.